# Condado de Jasper (Indiana)
El condado de Jasper (en inglés: Jasper County), fundado en 1838, es uno de 92 condados del estado estadounidense de Indiana. En el año 2000, el condado tenía una población de 30 043 habitantes y una densidad poblacional de 21 personas por km². La sede del condado es Rensselaer. El condado recibe su nombre en honor a William Jasper. 

## Geografía
Según la Oficina del Censo, el condado tiene un área total de 1453 km², de la cual 1450 km² es tierra y 3 km² (0.24%) es agua.

### Condados adyacentes
- Condado de Porter (norte)
- Condado de LaPorte (noreste)
- Condado de Starke (este)
- Condado de Pulaski (este)
- Condado de White (sureste)
- Condado de Benton (sur)
- Condado de Newton (oeste)
- Condado de Lake (noroeste)

## Demografía
Según la Oficina del Censo en 2007, los ingresos medios por hogar en el condado eran de $43 369 y los ingresos medios por familia eran $50 132. Los hombres tenían unos ingresos medios de $38 544 frente a los $22 191 para las mujeres. La renta per cápita para el condado era de $19 012. Alrededor del 6.70% de la población estaban por debajo del umbral de pobreza.

## Transporte

### Principales autopistas
- Interestatal 65
- U.S. Route 231
- Ruta Estatal de Indiana 10
- Ruta Estatal de Indiana 14
- Ruta Estatal de Indiana 16
- Ruta Estatal de Indiana 49
- Ruta Estatal de Indiana 110
- Ruta Estatal de Indiana 114

## Municipalidades

### Ciudades y pueblos
- Collegeville
- De Motte
- Remington
- Rensselaer
- Roselawn
- Wheatfield

### Municipios
El condado de Jasper está dividido en 13 municipios:
- Barkley
- Carpenter
- Gillam
- Hanging Grove
- Jordan
- Kankakee
- Keener
- Marion
- Milroy
- Newton
- Union
- Walker
- Wheatfield